# Bruno Grougi
Bruno Grougi (ur. 26 kwietnia 1983 w Caen) – francuski piłkarz grający na pozycji pomocnika w klubie Stade Brestois 29.

## Kariera klubowa
Od 1999 szkolił się w szkółce piłkarskiej SM Caen.
| Sezon   | Klub                | Kraj    | Rozgrywki  | Mecze | Bramki | Rozgrywki Europy | Mecze | Bramki |
| ------- | ------------------- | ------- | ---------- | ----- | ------ | ---------------- | ----- | ------ |
| 2001/02 | SM Caen             | Francja | Division 2 | 17    | 0      | –                | –     | –      |
| 2002/03 | SM Caen             | Francja | Ligue 2    | 10    | 0      | –                | –     | –      |
| 2003/04 | SM Caen             | Francja | Ligue 2    | 6     | 0      | –                | –     | –      |
| 2004/05 | AS Cherbourg (wyp.) | Francja | National   | 33    | 5      | –                | –     | –      |
| 2005/06 | SM Caen             | Francja | Ligue 2    | 7     | 0      | –                | –     | –      |
| 2006/07 | Clermont Foot       | Francja | National   | 31    | 11     | –                | –     | –      |
| 2007/08 | Clermont Foot       | Francja | Ligue 2    | 38    | 3      | –                | –     | –      |
| 2008/09 | Clermont Foot       | Francja | Ligue 2    | 32    | 5      | –                | –     | –      |
| 2009/10 | Stade Brestois 29   | Francja | Ligue 2    | 36    | 10     | –                | –     | –      |
| 2010/11 | Stade Brestois 29   | Francja | Ligue 2    | 33    | 9      | –                | –     | –      |
| 2011/12 | Stade Brestois 29   | Francja | Ligue 1    | 34    | 9      | –                | –     | –      |
| 2012/13 | Stade Brestois 29   | Francja | Ligue 1    | 30    | 1      | –                | –     | –      |
| 2013/14 | Stade Brestois      | Francja | Ligue 2    | 0     | 0      | –                | –     | –      |

Stan na: 12 czerwca 2013 r.